# あぼばクリニック
『あぼばクリニック』は藤島じゅん作の4コママンガ、及び作品内に登場する架空の診療所。『まんがライフオリジナルももせたまみSP増刊号』（竹書房）掲載の後、『月刊まんがライフMOMO』2003年8月創刊号から2006年5月号までと、作者の産休による一時休載をはさみ、同年9月号から2008年11月まで連載された作品である。単行本は全3巻。

## 概要
とある町のげんき台3丁目にある「あぼばクリニック」を舞台に、主人公で内科医の大神乙菜、看護師の琵琶びわことその仲間たちが繰りひろげる診療所ギャグ4コマ。「あぼば」とは4つの血液型（A・B・O・AB）を左右対称に並べ替えて (ABOBA) つけたものである。メインキャラ4人の苗字の頭文字のアルファベットも血液型である。
いざという時に役立つ医療の豆知識をちりばめたギャグマンガとしてスタートしたが、医療関係のサイトや書籍に頼った知識に作者が限界を感じたため、連載4年目あたりから「診療所を舞台にした医療知識そっちのけのギャクマンガ」に方針転換している。

## 登場人物

### あぼばクリニックの関係者
大神乙菜（おおがみ おとな）
O型の31歳、あぼばクリニックの内科医で院長。研修医時代は大学での研究を志していたが、以前閉院した祖父の病院を嘆く患者の「大きな総合病院より小さな町医者が欲しい」という強い思いを知り、自分の研究を捨てて開業医となった。有能博識だがマイペースな性格で、しばしば投げやりな診療もする。なおかつヘタすれば仕事中に飲むほどの酒好きだが、患者の人望は厚い。内科の道を選んだのは生来の推察好きから。
琵琶びわこ（びわ びわこ）
B型の23歳、あぼばクリニックの看護師。名前の通り滋賀県出身。酒好きで大神とはお酒の席で知り合った。やる気はあるが子供っぽく、ドジでグータラな面もあり、失敗から患者をかえって増やしてる面もある。注射は、練習用の人形を穴だらけにするほど下手。我孫子にぞっこん。あだ名は「びわこちゃん」または「びわちゃん」。白衣を着ることに憧れて看護師になった。経験をつんで将来は立派な医者になるという、ありえない夢を持つ。また、本来なら絶対に使わない、ナイフが仕込んである靴まで所持していた。
英徳寺英治（えいとくじ えいじ）
A型の31歳、医大時代の大神の同期で、あぼばクリニックの近所にある総合病院勤務の外科医。大神やびわこのあまりな手際の悪さを見かねて、非番を利用して手伝いに来るようになる。医療技術は優秀だが、その真面目で几帳面な性格が災いして、大神やびわこによくオモチャにされている(終盤では殺されそうになることが多くなった)。あだ名は「えーちゃん」。実家は永徳寺という名前のお寺だが、生臭坊主の親爺と「人の不幸が根底にある」職業に反発して後を継がず、人の命を救う医者を志した。背が低いのがコンプレックス。子供に弱い。
我孫子万太郎（あびこ ばんたろう）
AB型の25歳、英治と同じ病院の後輩で研修医。あぼばクリニックには英治の紹介でアルバイトとして入った。イケメンで女性患者によくモテるが、服やコンパに収入を使い果たすため偏食がひどく、体がすごく脆い。赤ちゃんに指をひねられて骨折したり、ラジコンカーで重傷を負うなどエピソードは多数ある。あだ名は名前の前4文字がそう読めることから「あびこマン」。子供の頃からヒーローものが大好きで、改造手術を確立しようと医者を志した経緯がある。時折「仮面戦士アビコマン」に変身するが、その正体を知らない者は誰もいない。

### 常連患者
葛根優（かつね ゆう）
近所の健華（すこやか）女学院に通う高校生。家は金持ち。診療所の家族のような雰囲気が気に入って、病気でもないのによく遊びにくるようになる。ややナルシスト気味で天然ボケが強い性格で、我孫子をめぐってよくびわこと張り合う。家庭科部所属だがなぜか捻挫をしたり、火を使わない料理でやけどをしたりする。あだ名は「かっこん」。名前の由来は葛根湯。
銀杏さんご（ぎんぎょう さんご）
かっこんの同級生で友人。ラクロス部所属で家は金持ち。あだ名は「ぎんちゃん」。関西弁を駆使し、活発で友達思いの性格。かっこんのボケに対しもっぱらツッコミを担当。よくケガをして診療所にくる設定だが、相方のかっこんが我孫子をめぐってびわことセットで登場するようになり、マンガ上では出番が激減した。歯医者に行くのを嫌い、虫歯を大神に直してもらおうとしていたこともある。
須布さん
『コンビニぶんぶん』の主人公の一人須布らいとの父親。酒好きで時折あぼばクリニックのお世話になる。白髪。英徳寺英治（えーちゃん）未登場の不定期連載の頃に、患者として大神とびわこにいじられる役割を受け持っていたが、本連載では自然と出番が無くなった。『コンビニぶんぶん』では、らいとの回想で一コマ顔を出したのみ。

### その他主要人物
武田先生
びわこの看護学校時代の先生。口調は厳しいが根は優しい。びわこの戴帽式の時、用意されたナースキャップが一個足りなかったため、びわこに自分の帽子を譲った。このナースキャップのおかげで仕事がテキパキと出来るようになったとびわこは主張するが、実際の仕事ぶりからしてまず気のせい。
琵琶びわこの両親
滋賀県に住むびわこの両親。出張で上京した際に、娘の働きぶりを見に診療所へ顔を出した。特に父親は体のサイズや顔が、びわこが彼のクローンであるかのようにそっくり。
英徳寺英輔
えーちゃんの父親で、実家の英徳寺の住職。僧侶なのに酒飲みでスケベでギャンブル好きのなまくさ坊主。人の死について独特の悟りを持ち、几帳面な息子には嫌われているが、大神の目には面白い人物と映った様子。
製薬会社のMR
某製薬会社の若い男性社員。MRはメディカル・リプレゼンタティブ（医薬情報担当者）の略で、「キズナオール」「シワトレール」など効き目そのままの名前の薬品をあぼばクリニックにセールスにやってくる。話術に長けているらしく、「かっこん」に会社ごと買収させたことがある。
津村さん
えーちゃんの勤務する総合病院の美人看護師。自分が助手を務めているえーちゃんの事を人知れず慕っている様子。名無しの看護師だった時期が長く、『てんしの末裔』にも登場している。
久光さちこ
愛称さちこちゃん。えーちゃんの勤務する総合病院に入院する少女。フキダシを使わず小声で喋る。ただし毒舌。担当看護士の津村さんとセットで登場することが多い。さる人物を父親に持つ。連載終了間際に難病であることが明らかになる。
小林
総合病院のえーちゃんの同僚。インテリだが極度のペシミストで、人気を嫌って霊安室で寝泊りするため、ときに死体と間違われる。何か悪いものに憑かれているのか、彼が当直の時にはなぜか急患が増える。
仮面戦士アビコマン
時に研修戦士とも名乗っている。睡眠薬などを使ったえげつないやり方で悪漢を退治する正義のヒーロー。我孫子万太郎とは全くの別人だと、本人は言い張っている。
アニキとヤス
ガラが悪くスケベエなチンピラヤクザ二人組。アビコマンのやられ役として登場し、後半はレギュラー化する。アニキは上役らしい。

## 単行本
単行本 - 竹書房より「バンブーコミックス」として刊行されている。
1. 第1巻（2005年9月27日発行）ISBN 4-8124-6231-2
2. 第2巻（2007年6月26日発行）ISBN 978-4-8124-6592-9 - 夫である重野なおきの『千秋しまってこー!!』2巻と同時発行
3. 第3巻（2008年11月10日発行）ISBN 978-4-8124-6896-8